# Onuphis pachytmema
Onuphis pachytmema är en ringmaskart som beskrevs av Chamberlin 1919. Onuphis pachytmema ingår i släktet Onuphis och familjen Onuphidae. Inga underarter finns listade i Catalogue of Life.